# James Clarke
James Michael "Jim" Clark (Bohola, Mayo, 6 d'octubre de 1874 – 29 de desembre de 1929) va ser un esportista irlandès que va competir a primers del segle xx.
El 1908 va prendre part en els Jocs Olímpics de Londres, on guanyà la medalla de plata en la prova del joc d'estirar la corda formant part de l'equip Liverpool Police.